# Miroslav Rys
Miroslav Rys (* 17. August 1932 in Rozdělov, heute Kladno; † 27. November 2020) war ein tschechoslowakischer Fußball- und Eishockeyspieler.

## Fußball
Rys begann mit dem Fußballspielen bei Sparta Kladno, danach spielte er für Baník Kladno. Den Sprung in die erste Mannschaft schaffte der Abwehrspieler mit nur 17 Jahren in der Saison 1955. In den Jahren 1957 und 1958 bestritt Rys sieben Spiele für die tschechoslowakische B-Nationalmannschaft. Kladno stieg 1958 aus der höchsten tschechischen Spielklasse ab, schaffte aber schon 1960 den Wiederaufstieg. Rys absolvierte in den Jahren dazwischen seinen Wehrdienst bei RH Bratislava und RH Brno. Der nächste Abstieg mit Kladno folgte 1965.
Für Kladno bestritt Rys 188 Erstligaspiele, in denen er 18 Tore schoss. Insgesamt absolvierte Rys für Kladno 606 Spiele und erzielte 101 Treffer.
Nach der Niederschlagung des Prager Frühlings durch die Truppen der Warschauer-Pakt-Staaten 1968 emigrierte Rys über Jugoslawien und Österreich in die Vereinigten Staaten, wo er noch bis 1980 für Sparta Chicago spielte. Für diesen Klub war er auch als Trainer und Präsident tätig.

## Eishockey
Rys spielte seit seiner Jugend Eishockey für SONP Kladno, mit dem er in der Saison 1958/59 tschechoslowakischer Meister. Rys repräsentierte die tschechoslowakische Nationalmannschaft bei der Eishockey-Weltmeisterschaft 1959 und gewann mit der Auswahl die Bronzemedaille.
Für Kladno bestritt Rys insgesamt 301 Spiele, in denen er 153 Tore erzielte.

## Privates
Rys verlor seinen Sohn Miro 1977 durch einen Verkehrsunfall, sein zweiter Sohn Roman wurde am 8. Juni 1984 auf offener Straße erschossen. Nicht zuletzt deshalb kehrte er vier Jahre nach dem Zusammenbruch des kommunistischen Regimes in seine Heimat zurück.